# Materielvognen
Materielvognen er en del af Københavns Politis taktiske koncept. Den indeholder al den udrustning en deling fra beredskabssektionen har brug for i forbindelse med indtrængning til mistænkt i lejlighed eller anholdelse af farlige/bevæbnede mistænkte.
Køretøjet gør det muligt at have mandskabet fra beredskabssektionen på gaden på patrulje og alligevel kunne rykke hurtigt ud til indsatser, der kræver "det store gear".
Vognen indeholder bl.a.:
- Maskinpistoler med tilhørende ammunition
- Maskinpistol (er) med specielle sigtemidler
- Gevær til indskydning af tåregas
- Skudsikre veste i forskellige størrelser og typer
- Hammer, kiler, rambuk og andet udstyr til nedbrydning af døre og barrikader
- Megafon
- Tåregasgranater af forskellig art

Materielvognen sikres altid af flere betjente, når den er ude på opgave. Ellers hører den hjemme i en garage hos beredskabssektionen på Politigården.